# منطقة فاراناسي
فَرَنَاسي أو (نقحرة: فاراناسي) أو بَنارس رمزها «VA» (بالإنجليزية: Varanasi)‏ ، هو تقسيم إداري لدولة الهند تتبع ولاية أتر برديش (بالإنجليزية: Uttar  Pradesh)‏ ، مركزها هو مدينة فَرَناسي (بالإنجليزية: Varanasi)‏ عدد سكانها حسب تعداد سنة 2001 هو 3,147,927 ، مساحتها 1,578 كم² وكثافة السكان 1,995 لكل كم² .